# Lapachu
El lapachu, també conegut com a apolista o aguachile,:315 és una llengua arawak extingida de Bolívia. Aikhenvald (1999) la classifica juntament amb el terêna, moxo, i idiomes relacionats. De les descripcions que es conserven no queda clar si es tractava d’un o dos idiomes.